# Potentilla gracilis
Potentilla gracilis är en rosväxtart som beskrevs av David Douglas. Potentilla gracilis ingår i Fingerörtssläktet som ingår i familjen rosväxter.

## Underarter
Arten delas in i följande underarter:
- P. g. brunnescens
- P. g. fastigiata
- P. g. flabelliformis
- P. g. hippianoides
- P. g. owyheensis

## Bildgalleri

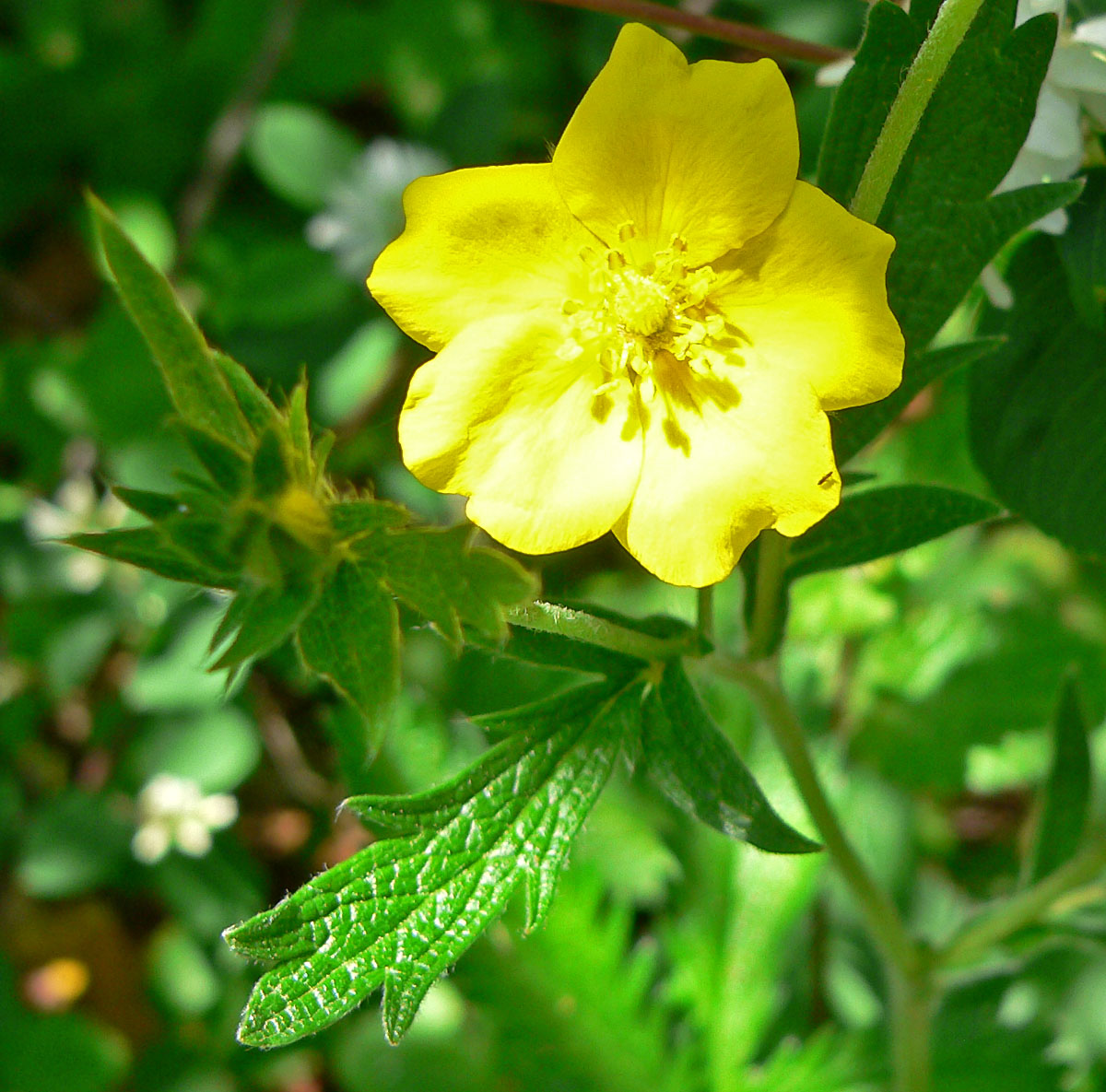
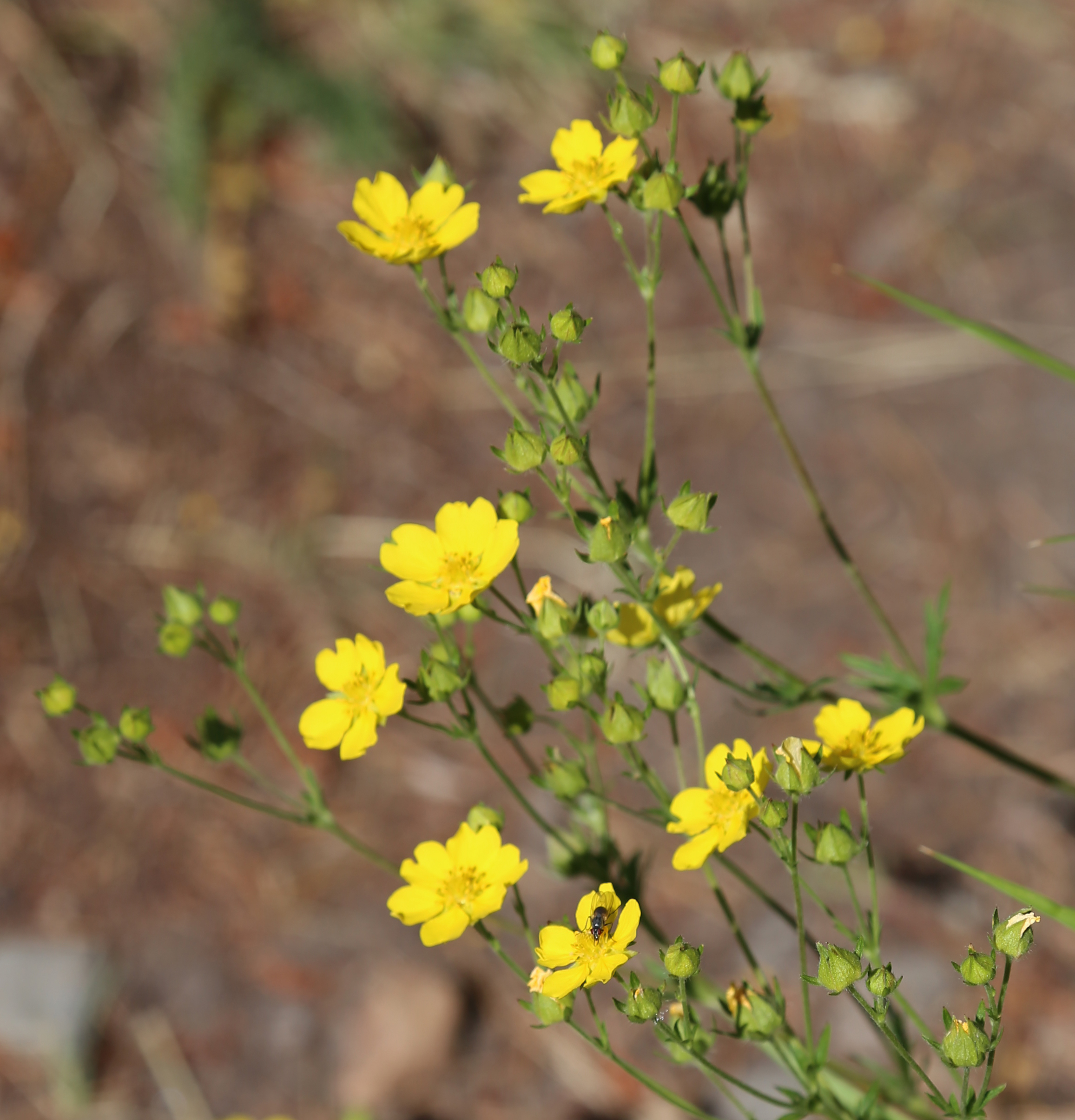
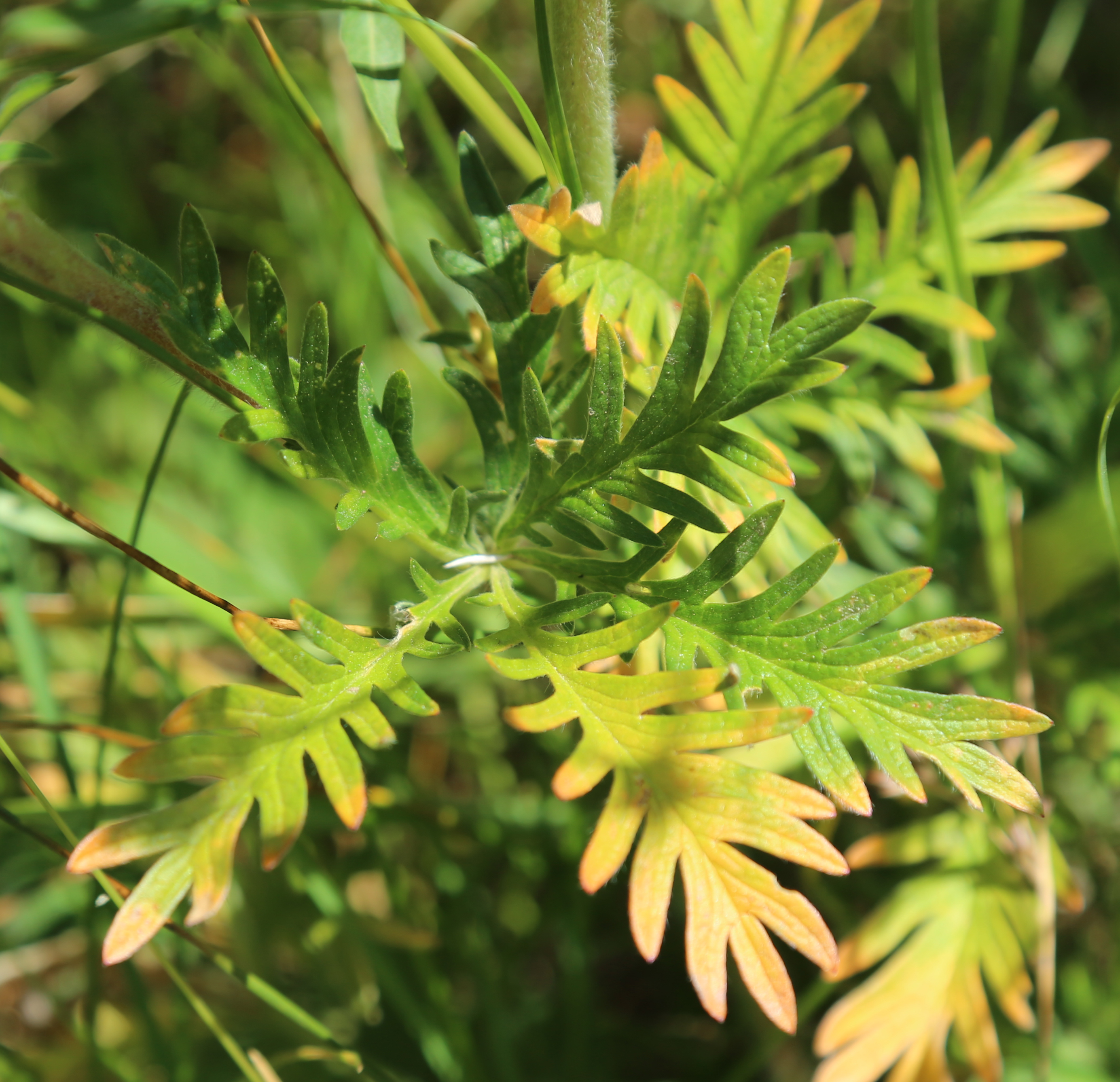
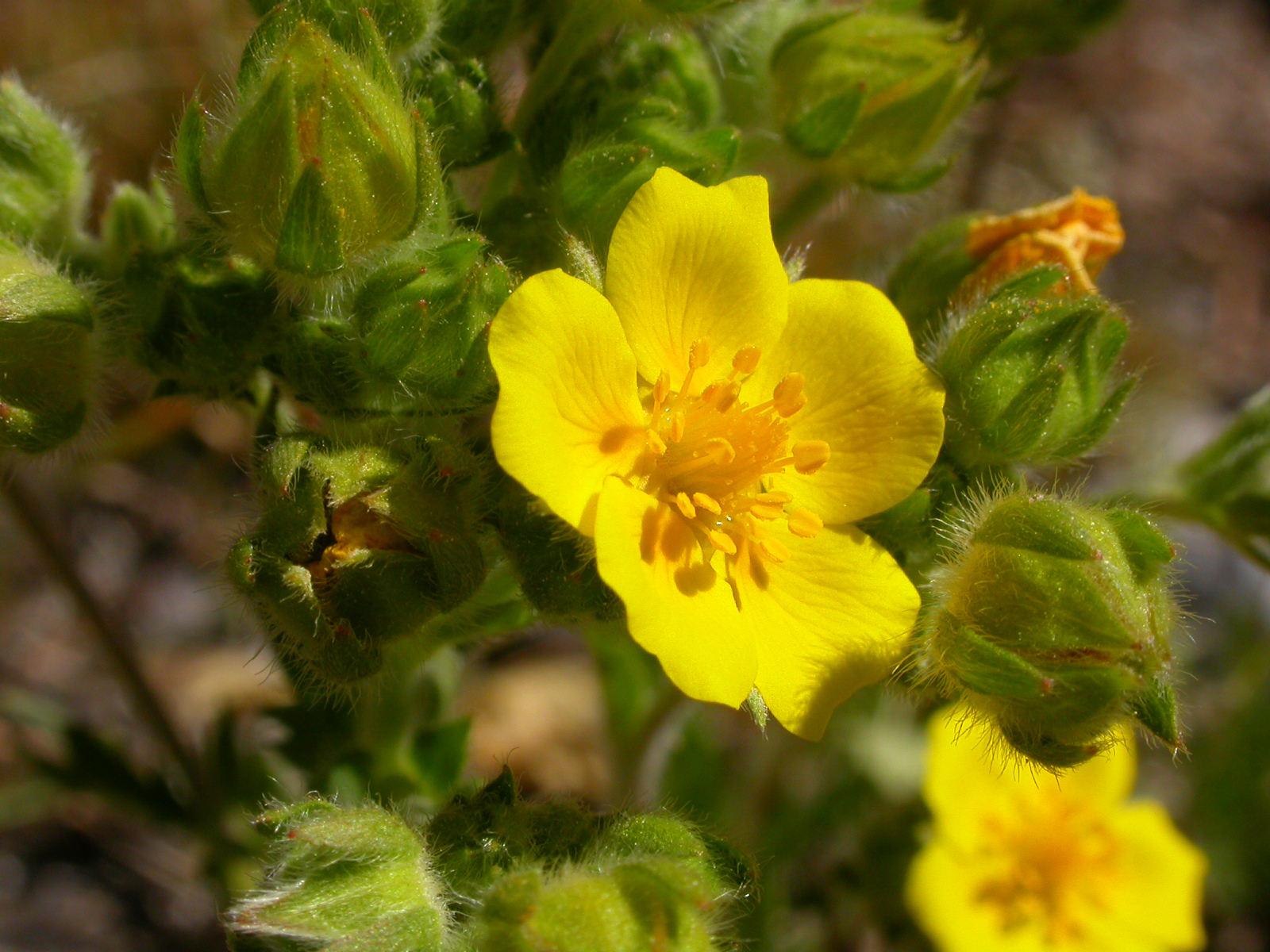
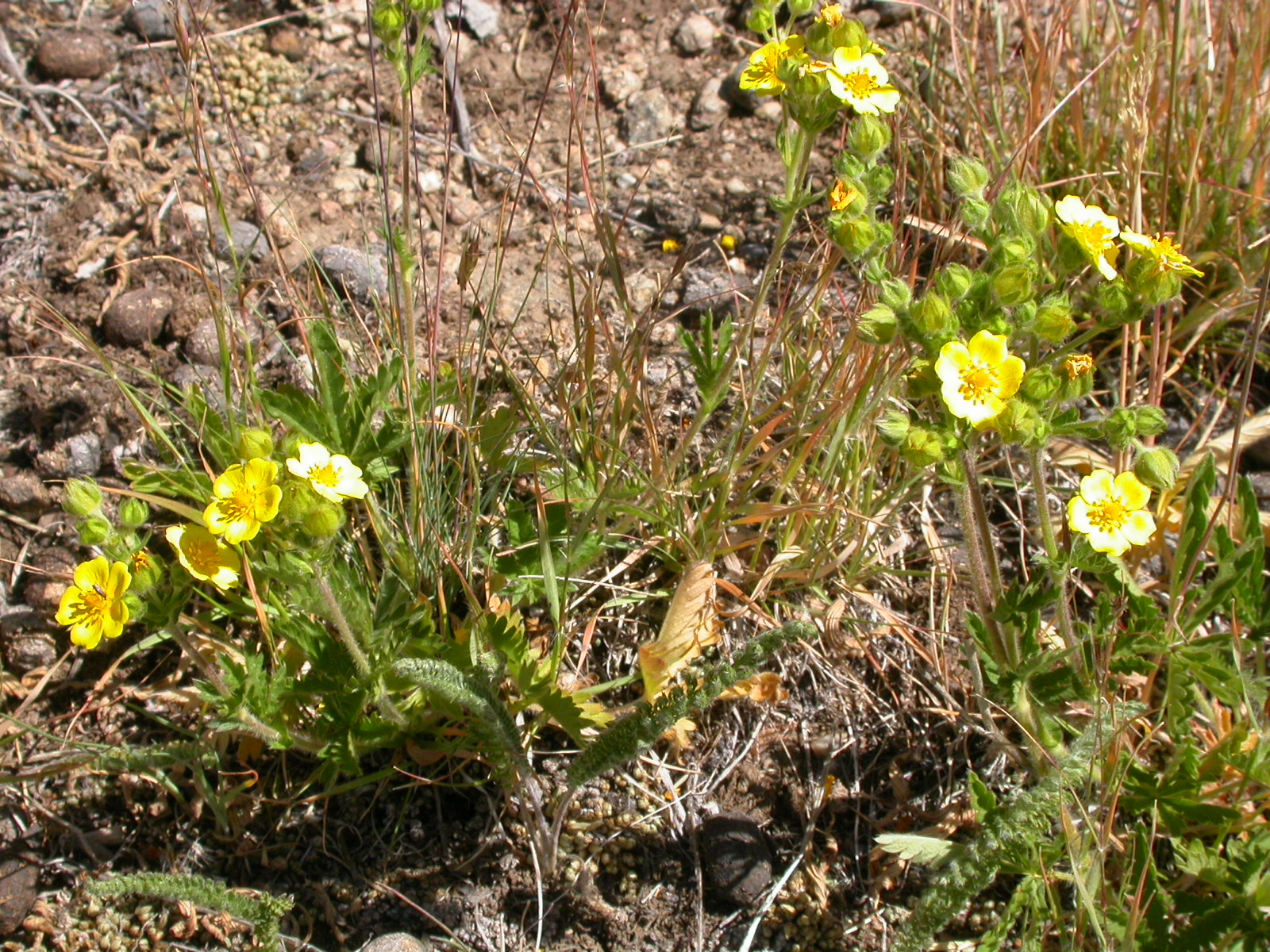
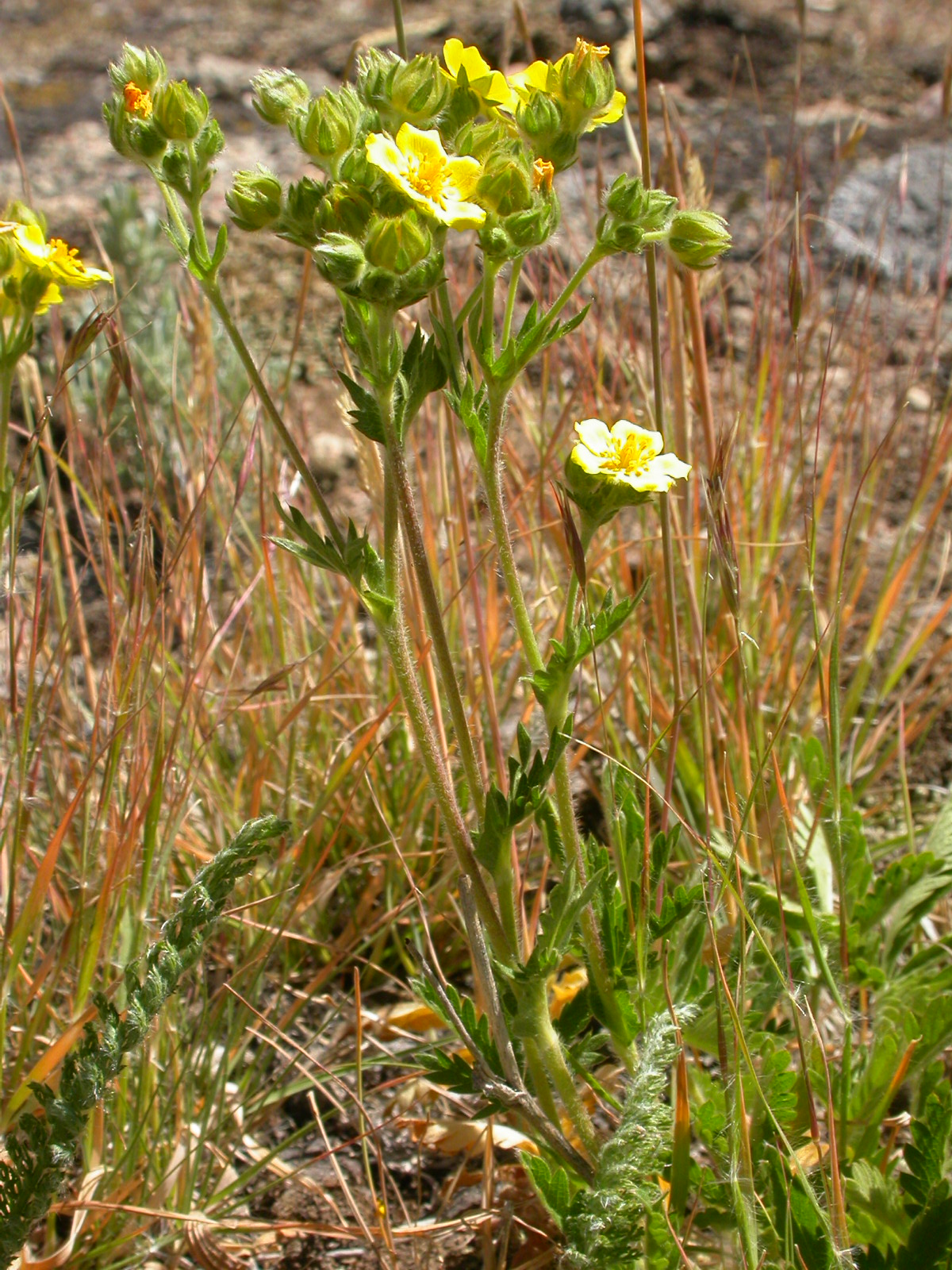